# Liste von Persönlichkeiten aus Pommern
Bedeutende Personen, die aus dem Gebiet Pommern stammen, sind hier alphabetisch aufgelistet. Nähere Informationen zu den Personen finden Sie im dazugehörigen Artikel.

## A
- Adalbert von Pommern (12. Jh.), erster Bischof von Pommern
- Ernst Moritz Arndt (1769–1860), Schriftsteller und Politiker

## B
- Rudolf Baier (1818–1907), Museumsdirektor
- Heinrich Bandlow (1855–1933), Schriftsteller
- Richard Bartz (1880–1955), Heimatschriftsteller
- Hermann Bendix (1859–1935), Pädagoge, Kantor und Komponist
- Theodor Billroth (1829–1894), Arzt
- Lothar Bisky (1941–2013), Politiker
- Artur Brausewetter (1864–1946), Pfarrer und Schriftsteller
- Otto Bruchwitz (1877–1956), Heimatforscher
- Elisabeth Büchsel (1867–1957), Malerin
- Johannes Büchsel (1849–1920), evangelischer Geistlicher und Generalsuperintendent von Pommern
- Johann Bugenhagen (1485–1558), Reformator Pommerns
- Oswald Bumke (1877–1950), Psychiater und Neurologe
- Hermann Burmeister (1807–1892), Naturforscher
- Julius von Bohlen-Bohlendorf, Historiker
- Hans Bredow (1879–1959), Hochfrequenztechniker
- Erika von Brockdorff (1911–1943), Widerstandskämpferin gegen die Nazis

## C
- Rudolf Julius Emanuel Clausius (1822–1888), Physiker
- Christian Andreas Friedrich von Cothenius (1708–1789), Arzt

## D
- Monika Dahlberg (* 1936), Schauspielerin und Sängerin
- Paul Dahlke (1904–1984), Schauspieler
- Johannes Carl Dähnert (1719–1785), Gelehrter
- Jobst von Dewitz (1491–1542), pommerscher Staatsmann
- Felix Anton Dohrn (1840–1909), Zoologe
- Johann Friedrich Droysen (1770 – 1814), Mathematiker und Astronom
- Johann Gustav Droysen (1808 – 1884), Historiker

## E
- Jürgen Echternach (1937–2006), Bundesminister
- Valentin von Eickstedt (1527–1579), pommerscher Kanzler
- Elisabeth von Pommern (1347–1393), Frau von Kaiser Karl IV.

## F
- Hans Fallada (1893–1947), Schriftsteller
- Zbigniew Frączkiewicz (* 1946), Bildhauer
- Hermann Freese (1819–1871), Maler
- Elsa von Freytag-Loringhoven, geb. Plötz (1874–1927), Dadaistin
- Caspar David Friedrich (1774–1840), Maler

## G
- Heinrich George (1893–1946), Schauspieler
- Friedrich Gilly (1772–1800), Baumeister
- Caspar Otto von Glasenapp (1664–1747), preußischer Generalfeldmarschall
- Erdmann von Glasenapp (1660–1721), preußischer Generalmajor
- Johann Friedrich Eosander Freiherr von Göthe (1669–1728), Baumeister
- Klaus Granzow (1927–1986), Schriftsteller und Schauspieler
- Barnim Grüneberg (1828–1907), Orgelbauer

## H
- Albrecht von Hagen (1904–1944), Jurist und Widerstandskämpfer gegen die Nazis
- Ulrich von Hassell (1881–1944), Widerstandskämpfer gegen die Nazis
- Conrad Heese (1872–1945), Rechtsanwalt und Justizrat
- Curt Hoffmann (1897–1961), Politiker
- David Hollaz (1648–1713), Theologe
- Alexander von Homeyer (1834–1903), Ornithologe
- Eugen Ferdinand von Homeyer (1809–1889), Ornithologe

## K
- Ernst Bogislav von Kameke (1674–1726), preußischer Staatsminister und General-Postdirektor.
- Katharina II. (1729–1796), Zarin des Russischen Reiches
- Ewald Christian von Kleist (1715–1759), Dichter
- Ewald Georg von Kleist (1700–1748), Jurist und Naturwissenschaftler
- Ewald von Kleist-Schmenzin (1890–1945), Politiker, Widerstandskämpfer gegen den Nationalsozialismus
- Ruth von Kleist-Retzow (1867–1945), Gutsbesitzerin, Widerstandskämpferin gegen den Nationalsozialismus
- Wolfgang Koeppen (1906–1996), Schriftsteller
- Peter Kreeft (19. Jh.), Erfinder
- Egon Krenz (* 1937), Staatsratsvorsitzender
- Christian Graf von Krockow (1927–2002), Politikwissenschaftler, Historiker und Schriftsteller

## L
- Hedwig Lachmann (1865–1918), Schriftstellerin, Dichterin und Übersetzerin
- Heidi Lambert-Lang (1937–2023), Richterin am Bundesgerichtshof
- Heinrich Lengerich (1790–1865), Historien- und Bildnismaler
- Fritz Lenz (1887–1976), „Rassenhygieniker“ und Humangenetiker
- Egbert von Lepel (1881–1941), Funktechniker
- Gustav Lilienthal (1849–1933), Architekt und Erfinder
- Otto Lilienthal (1848–1896), Flugpionier
- Helmut Losch (1947–2005), Sportler
- Christine Lucyga (* 1944), Bundestagsabgeordnete
- Molly Luft (1944–2010), Prostituierte
- Kurt Lütgen (1911–1992), Schriftsteller

## M
- Theodor Marsson (1816–1892), Apotheker und Botaniker
- Albert Marth (1828–1897), Astronom
- Franz Mehring (1846–1919), Publizist, Historiker und Politiker
- Christian Meier (* 1929), Historiker
- Johann Heinrich Ludwig Meierotto (1742–1800), Pädagoge und Geograph
- Eberhard Mellies (1929–2019), Schauspieler, Hörspiel- und Synchronsprecher, Regisseur
- Otto Mellies (1931–2020), Schauspieler, Hörspiel- und Synchronsprecher
- Hans-Joachim von Merkatz (1905–1982), Bundesminister
- Hilbert Meyer (* 1941), Professor für Schulpädagogik
- Hans Modrow (1928–2023), Ministerpräsident
- Ludwig Most (1807–1883), Maler des Biedermeier
- Martha Müller-Grählert (1876–1939), Dichterin

## N
- Margarete Neumann (1917–2002), Lyrikerin
- Salomon Neumann (1819–1908), Arzt, Stadtverordneter in Berlin und Statistiker
- Paul Julius Gottlieb Nipkow (1860–1940), Techniker und Erfinder
- Bernt Notke (um 1435–1509), Maler, Bildschnitzer und Werkstattleiter

## O
- Walter Ohm (1915–1997), Hörspiel- und Theaterregisseur

## P
- Oskar Picht (1871–1945), Erfinder
- Gustav Adolf Pompe (1831–1889), Dichter
- Robert Prutz (1816–1872), Schriftsteller

## Q
- August von Quistorp (1786–1849), Gutsbesitzer und Offizier
- Bernhard Friedrich Quistorp (1718–1788), Generalsuperintendent und Theologieprofessor
- Johannes Quistorp (1822–1899), Großunternehmer und Mäzen
- Johann Gottfried Quistorp (1755–1835), Architekt, Maler und Hochschullehrer der deutschen Romantik
- Wernher von Quistorp (1856–1908), Gutsbesitzer und Politiker, Dr. jur.
- Wilhelm Quistorp (1824–1887), Geistlicher und Vorkämpfer der Diakonie

## R
- Karl Wilhelm Ramler (1725–1798), Dichter und Philosoph
- Paul Rée (1849–1901), Philosoph und Arzt
- Gustav Reichardt (1797–1884), Musikpädagoge und Komponist
- Johann David von Reichenbach, Aufklärer und Reformer
- Heinrich Rempel (1901–1978), Prähistoriker
- Hans Werner Richter (1908–1993), Schriftsteller
- Walter Robert-tornow (1852–1895), Übersetzer
- Karl Rodbertus (1805–1875), Nationalökonom
- Heinrich Rubenow (ca. 1400–1462), Bürgermeister
- Arnold Ruge (1802–1880), Schriftsteller
- David Ruhnken (1723–1798), Gelehrter und Bibliothekar
- Philipp Otto Runge (1777–1810), Maler

## S
- Edward Sapir (1884–1939), Ethnologe und Linguist
- Bartholomäus Sastrow (1520–1603), Bürgermeister
- Karsten Sarnow (14. Jh.), Bürgermeister
- Günter Schabowski (1929–2015), Politiker
- Ulrich Schaffer (* 1942), Schriftsteller und Fotograf
- Carl Wilhelm Scheele (1742–1786), Chemiker
- Hans Schlange-Schöningen (1886–1960), Politiker
- Marie Schlei (1919–1983), Bundesministerin
- Carl Ludwig Schleich (1859–1922), Arzt und Schriftsteller
- Roderich Schmidt (1925–2011), Historiker
- Gottlieb Heinrich Schmückert (1790–1862), Generalpostdirektor
- Ulrich von Schwerin (1500–1575), Herzoglicher Großhofmeister
- Johann Joachim Spalding (1714–1804), Philosoph
- Carola Stern (1925–2006), Publizistin und Journalistin
- Manfred Stolpe (1936–2019), Bundesminister
- Bartholomaeus Suawe (1494–1566), evangelischer Theologe, Reformator

## T
- Friedrich Bogislav Graf von Tauentzien (1710–1791), preußischer General
- Franziska Tiburtius (1843–1927), Ärztin
- Friedrich Wilhelm von Tigerström (1803–1868), Rechtswissenschaftler
- Carlo von Tiedemann (1943–2025), Schauspieler und Moderator
- Harry Tisch (1927–1995), Minister

## V
- Siegfried Vergin (1933–2012), Bundestagsabgeordneter
- Rudolf Virchow (1821–1902), Arzt und Politiker
- Horst Völz (* 1930), deutscher Physiker und Informationswissenschaftler
- Charles Voss (1815–1882), Pianist, Musikpädagoge und Komponist

## W
- Adolf Wallenberg (1862–1949), Internist und Neurologe
- Christian Ehrenfried Weigel (1748–1831), Chemiker, Botaniker und Mineraloge
- Georg Wertheim (1857–1939), Unternehmer
- Valentin von Winther (1578–1623), Annalist und herzoglicher Rat
- Fritz Worm (1863–1931), Lehrer und Heimatdichter
- Bertram Wulflam († 1393), Bürgermeister
- Klausjürgen Wussow (1929–2007), Schauspieler
- Alwine Wuthenow (1820–1908), niederdeutsche Lyrikerin

## Z
- Jacob von Zitzewitz (1507–1572), Pommerscher Kanzler